# Reticana similaris
Reticana similaris är en insektsart som beskrevs av Delong 1980. Reticana similaris ingår i släktet Reticana och familjen dvärgstritar. Inga underarter finns listade i Catalogue of Life.